# Suspenzija
Suspénzija je zmes tekočine (običajno kapljevine, redkeje plina) in v njej netopne trdne snovi. Delci trdne snovi so v tekočini dispergirani v obliki majhnih delcev. Fizikalno gledano gre za neobstojen heterogen sistem. Delci trdne snovi po navadi namreč težijo k posedanju (sedimentaciji) zaradi delovanja sile težnosti. 
Suspenzija, pri kateri so trdni delci dispergirani v plinu, se imenuje aerosol.
Po navadi stremimo k stabilizaciji suspenzije ter želimo sedimentacijo upočasniti. Sedimentacijo upočasnimo z zmanjševanjem dispergiranih delcev, z izenačevanjem gostote tekočine z gostoto delcev ter z dodatkom različnih kemijskih snovi (močljivcev).
Primer suspenzije je na primer pesek v vodi. Delci peska se med mešanjem porazdelijo med vodo, vendar se kmalu zopet posedejo.